# Africa Beach Soccer Cup of Nations 2011
L'Africa Beach Soccer Cup of Nations 2011 è la 5ª edizione di questo torneo.

## Squadre partecipanti
Di seguito le 9 nazionali qualificate.
- Egitto
- Algeria
- Costa d'Avorio
- Libia
- Nigeria

- Marocco (ospitante)
- Madagascar
- Senegal
- Sudafrica

## Fase a gironi

### Girone A
| Squadra | G | V | V+ | P | GF | GS | +/- | P |
| ------- | - | - | -- | - | -- | -- | --- | - |
| Egitto  | 2 | 2 | 0  | 0 | 7  | 3  | +4  | 6 |
| Marocco | 2 | 1 | 0  | 1 | 7  | 8  | −1  | 3 |
| Libia   | 2 | 0 | 0  | 2 | 8  | 11 | −3  | 0 |

| Squadra 1 | Risultato | Squadra 2 |
| --------- | --------- | --------- |
| Marocco   | 7-5       | Libia     |
| Egitto    | 4-3       | Libia     |
| Egitto    | 3-0       | Marocco   |

### Girone B
| Squadra    | G | V | V+ | P | GF | GS | +/- | P |
| ---------- | - | - | -- | - | -- | -- | --- | - |
| Nigeria    | 2 | 2 | 0  | 0 | 13 | 7  | +6  | 6 |
| Madagascar | 2 | 1 | 0  | 1 | 6  | 5  | +1  | 3 |
| Sudafrica  | 2 | 0 | 0  | 2 | 4  | 11 | −7  | 0 |

| Squadra 1  | Risultato | Squadra 2  |
| ---------- | --------- | ---------- |
| Nigeria    | 5-3       | Madagascar |
| Madagascar | 3-0       | Sudafrica  |
| Nigeria    | 8-4       | Sudafrica  |

### Girone C
| Squadra        | G | V | V+ | P | GF | GS | +/- | P |
| -------------- | - | - | -- | - | -- | -- | --- | - |
| Senegal        | 2 | 2 | 0  | 0 | 12 | 6  | +6  | 6 |
| Algeria        | 2 | 1 | 0  | 1 | 9  | 12 | −3  | 3 |
| Costa d'Avorio | 2 | 0 | 0  | 2 | 5  | 8  | −3  | 0 |

| Squadra 1 | Risultato | Squadra 2      |
| --------- | --------- | -------------- |
| Senegal   | 9-4       | Algeria        |
| Algeria   | 5-3       | Costa d'Avorio |
| Senegal   | 3-2       | Costa d'Avorio |

## Finali

### Semifinali
| Squadra 1 | Risultato | Squadra 2  |
| --------- | --------- | ---------- |
| Nigeria   | 7-6       | Madagascar |
| Senegal   | 4-2       | Egitto     |

### Finali

#### 3º-4º posto
| Squadra 1 | Risultato     | Squadra 2  |
| --------- | ------------- | ---------- |
| Egitto    | 4-4 (1-0 dcr) | Madagascar |

#### Finale
| Squadra 1 | Risultato | Squadra 2 |
| --------- | --------- | --------- |
| Senegal   | 7-4       | Nigeria   |

## Classifica Finale
| Pos | Team           |
| --- | -------------- |
| 1   | Senegal        |
| 2   | Nigeria        |
| 3   | Egitto         |
| 4   | Madagascar     |
| 5   | Marocco        |
| 6   | Algeria        |
| 7   | Costa d'Avorio |
| 8   | Libia          |
| 9   | Sudafrica      |